# Aphelida
Aphelida là một ngành thuộc giới Fungi trở thành chị em của nấm thật sự.

## Phân loại
- Ngành Aphelidiomycota Tedersoo 2018 [Aphelida Karpov, Aleoshin & Mikhailov 2014][4]
  - Lớp Aphelidiomycetes Tedersoo 2018 [Aphelidea Gromov 2000]
    - Bộ Aphelidiales Tedersoo et al. 2018 [Aphelidida Gromov 2000 non Cavalier-Smith 2012]
      - Họ Aphelididae Gromov 2000 [Amoeboaphelidiidae Cavalier-Smith 2012]
        - Chi Amoeboaphelidium Scherffel 1925 emend. Karpov 2014
        - Chi Paraphelidium Karpov, Moreira & Lopez-Garcia 2017
        - Chi Pseudaphelidium Schweikert & Schnepf 1996
        - Chi Aphelidium Zopf 1885 emend. Gromov 2000